# Собор в Сен-Поль-де-Леон
Собор святого Павла Аврелиана  (фр. Cathédrale Saint-Paul-Aurélien de Saint-Pol-de-Léon) — бывший кафедральный католический собор, находящийся в городе Сен-Поль-де-Леон, Бретань, Франция.

## История
Первая церковь на месте существующего ныне храма была частично разрушена датчанами в 875 году. Здание было окончательно восстановлено и значительно перестроено в XII веке и стало основой для существующего храма, формирование внешнего вида которого датируется XIII—XIV вв. Апсида, хор и приделы были пристроены в XV—XVI вв.
Собор освящён в честь святого Павла Аврелиана, одного из семи святых основателей Бретани, который является первым епископом епархии Сен-Поль-де-Леон, учрежденной в VI веке. Епархия Сен-Поль-де-Леон просуществовала до 1801 года, когда согласно конкордату Святого Престола с Францией она была ликвидирована и объединена с епархией Кемпер.